# QVC Collection
QVC Collection è la prima raccolta del rapper italiano Gemitaiz, pubblicata il 30 marzo 2018 dalla Tanta Roba.

## Tracce
1. Me basta questo – 3:27
2. Out of My Way – 4:06
3. Vivere – 2:40
4. Nato estremo – 3:41
5. Come gli esplosivi (Remix) – 2:25
6. Fuori di testa – 3:15
7. Va bene così – 3:15
8. Ti piacerebbe (feat. Primo Brown & Ensi) – 3:27
9. La ballata del dubbio, pt. 2 – 4:25
10. Scappo via – 3:57
11. Billy Idol – 2:31
12. Rap Doom – 3:03
13. La ballata del dubbio, pt. 3 – 3:43
14. Inedito (feat. MadMan & Pedar Poy) – 3:44
15. Il primo – 2:43